# شل هاربور، نیو ساوت ولز
شل هاربور (به انگلیسی: Shellharbour) یک حومه شهر در استرالیا است که در نیو ساوت ولز واقع شده‌است.